# اللجنة الدائمة المشتركة بين الدول لمكافحة الجفاف في منطقة الساحل

خريطة الأعضاء

اللجنة الدائمة المشتركة بين الدول لمكافحة الجفاف في منطقة الساحل (بالفرنسية: Comité permanent inter-État de lutte contre la sécheresse au Sahel) واختصارها (CILSS) هي منظمة دولية تتألف من بلدان منطقة الساحل في أفريقيا.

## ملخص
وفقًا للموقع الرسمي، تتمثل مهمة المنظمة في دعم الأبحاث المرتبطة بالأمن الغذائي ومواجهة آثار الجفاف والتصحر، بهدف تحقيق توازن بيئي جديد في منطقة الساحل.
تُعد منطقة الساحل منطقة انتقالية بين الشمال شديد الجفاف والغابات الاستوائية على الساحل. وتغلب عليها الشجيرات والأعشاب والأشجار الصغيرة جدًا، ولا توفر موردًا زراعيًا منتظمًا للسكان. وتشمل خصائصها الرئيسية ما يلي:
- يتسم هطول الأمطار بعدم الانتظام وصعوبة التنبؤ، ويتراوح بين 200 ملم و2500 ملم سنويًا.
- تسود أنشطة الزراعة وتربية الماشية، حيث يعمل أكثر من نصف السكان في الزراعة، التي تسهم بما يزيد عن 40٪ من الناتج المحلي الإجمالي.
- تشهد المنطقة نموًا ديموغرافيًا مرتفعًا بنحو 3.1٪، إلى جانب نمو حضري سريع يبلغ حوالي 7٪.

أنشئت اللجنة الدائمة المشتركة لمكافحة الجفاف في منطقة الساحل في عام 1973 خلال أول موجة جفاف كبرى شهدتها المنطقة، بهدف تعبئة سكان الساحل والمجتمع الدولي لتلبية الاحتياجات العاجلة وتنظيم الجهود في مجالات متعددة، مثل الزراعة البعلية والمروية، والبيئة، والنقل، والاتصالات. وفي عام 1995، وجّهت اللجنة تركيزها نحو الأمن الغذائي الأساسي وإدارة الموارد الطبيعية.
قائمة الدول الأعضاء:
- بنين
- بوركينا فاسو
- الرأس الأخضر
- تشاد
- غامبيا
- غينيا
- غينيا بيساو
- ساحل العاج
- مالي
- موريتانيا
- النيجر
- السنغال
- توغو

## روابط خارجية
- الموقع الرسمي للجنة الدائمة المشتركة بين الدول لمكافحة الجفاف في منطقة الساحل (بالإنجليزية والفرنسية)
- معهد الساحل – (بالفرنسية)